# Перевертень (фільм, 2013)
«Перевертень» — кінофільм режисера Вільям Брент Белл, що вийшов на екрани в 2013 році.

## Зміст
Прямо в поліцейській дільниці арештант починає перетворюватися на перевертня...

## Ролі
| Актор                  | Роль |
| ---------------------- | ---- |
| Ей Джей Кук            | -    |
| Стефані Ніколь Лемелін | -    |
| Себастьян Роше         | -    |
| Вік Сахай              | -    |
| Оаклі Пендергаст       | -    |
| Анджеліна Армані       | -    |
| Саймон Куотерман       | -    |
| Брайан Джонсон         | -    |
| Коллін Джей Блер       | -    |
| Корнеліу Улісі         | -    |

## Знімальна група
- Режисер — Вільям Брент Белл
- Сценарист — Вільям Брент Белл, Меттью Пітерман
- Продюсер — Ніколас Мейер, Морріс Полсон, Меттью Пітерман
- Композитор — Бретт Детарі